# 富田邦敬
富田 邦敬（とみた くにたか）は、日本の警察官僚、警視監。国際連合東ティモール統合ミッション文民警察コミッショナー特別顧問や、内閣官房内閣審議官、埼玉県警察本部長等を経て、内閣官房内閣衛星情報センター次長。

## 人物・経歴
九州大学法学部卒業後、1986年警察庁入庁。警察庁長官官房調査官や、東ティモール国際平和協力隊長兼国際連合東ティモール統合ミッショントール文民警察コミッショナーの特別顧問、警察庁警備局外事情報部外事課外事調整指導官、内閣官房内閣参事官（内閣官房副長官補付）等を経て、2012年福井県警察本部長。2013年警察庁生活安全局地域課長。
2014年から群馬県警察本部長を務め、2015年には全国10県目となるタンデム自転車の公道走行許可を行うなどした。内閣官房内閣審議官（内閣情報調査室）を経て、2018年警察庁長官官房付。
同年から埼玉県警察本部長を務め、仙台東警察署東仙台交番で巡査長が大学生に刺殺された事件を受け、警察署長会議で注意を呼びかけるなどした。2019年内閣官房内閣衛星情報センター次長。2021年辞職。2022年
明治安田生命保険顧問、ミクシィ顧問。